# Улица Фрунзе (Королёв)
Улица Фру́нзе — улица в центральной части города Королёв.

## История

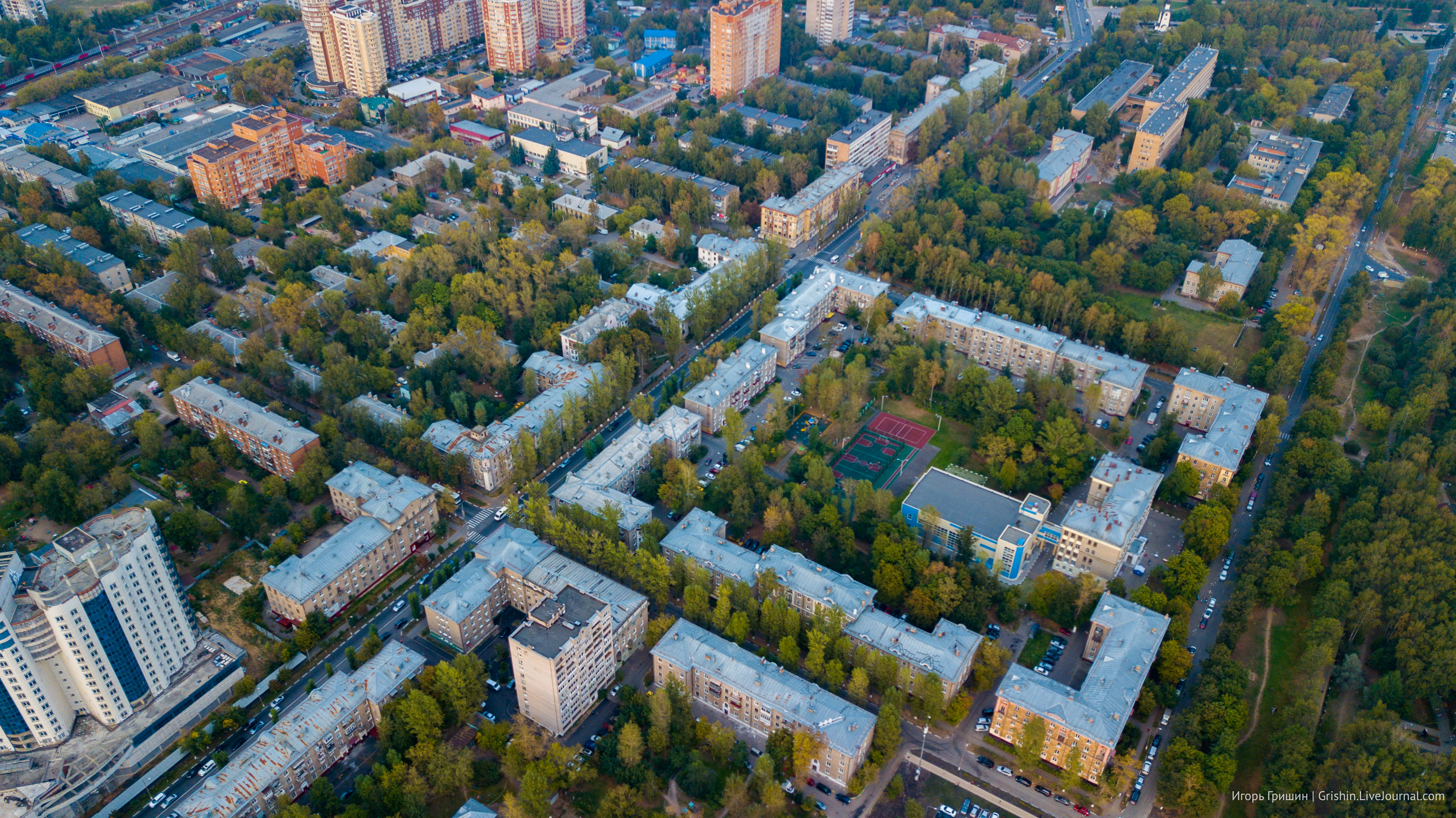
Вид с квадрокоптера на кварталы на улице Фрунзе

Застройка улицы началась в 1946 году. Улица застроена 2—4-этажными домами.
В 2003—2008 гг. в начале улицы построены высотные жилые комплексы «Соната» и «Колизей» 9—22 этажей.

## Трасса
Улица Фрунзе начинается у Вокзального проезда, пересекает улицы Болдырева, Циолковского и заканчивается на Октябрьской улице.

## Достопримечательности, учреждения и организации
По нечётной стороне
- № 21 — Нотариальная контора

По чётной стороне
- Рынок
- Супермаркет «Атак»
- № 4 — гостиница «Подмосковье» (бывшая гостиница «Кооператор»)